# Raul Julia
Raúl Rafael Juliá y Arcelay, známý jako Raul Julia, (9. března 1940 San Juan, Portoriko – 24. října 1994 New York, USA) byl americký herec portorického původu.

## Životopis
Byl nejstarším ze čtyř sourozenců. Byl z katolické rodiny a chodil na katolickou školu ve městě Hato Rey, kde začal v první třídě hrát školní divadlo. Pro hereckou kariéru se rozhodl, když viděl herce Errola Flynna ve snímku Dobrodružství Robina Hooda (1938). V sedmé třídě byl schopen mluvit plynně anglicky a později začal studovat ve Spojených státech amerických. Jeho nejvýznamnější filmová role je Gomez z filmů Addamsova rodina a Addamsova rodina 2.

## Smrt
Herec trpěl tři roky před svou smrtí rakovinou žaludku. Dne 16. října 1994 začal po návratu z opery cítit intenzivní bolest břicha a byl převezen sanitkou do nemocnice. Na nemocničním lůžku studoval scénář k filmu Desperado, kde si měl zahrát, ale jeho stav se postupně zhoršoval. V noci 20. října 1994 utrpěl mozkovou mrtvici a upadl do kómatu. O čtyři dny později, 24. října 1994, zemřel ve věku 54 let na komplikace mrtvice. Rok po své smrti získal cenu Zlatý Glóbus za nejlepší mužský herecký výkon v minisérii nebo TV filmu.